# Joaquim Pinto Grijó
Joaquim Pinto Grijó (Ancede, 7 de setembro de 1876 — Porto, 30 de outubro de 1934) foi um ator de teatro, empresário e diretor artístico de grande nome em Portugal e no Brasil.

## Biografia
Nasceu a 7 de setembro de 1876, na freguesia de Ancede, do concelho de Baião, oriundo de uma família modesta, sendo filho de Joaquim Pereira dos Santos Júnior, carpinteiro e de sua mulher, Maria de Oliveira, que faleceram era o ator ainda jovem. Desconhece-se o motivo de não ter os apelidos de família.
Iniciou a sua carreira artística no Brasil, para onde emigrara muito jovem e onde se empregara no comércio, num estado do interior. Passando por lá a Companhia Dias Braga, Pinto Grijó, que sempre tivera inclinação ao teatro, conseguiu contratar-se naquela companhia e estrear-se em São Paulo, com a peça Médico à Força, de Molière, em março de 1897. No mesmo ano, no Rio de Janeiro, desenvolveu um vasto repertório em que figuravam todos os géneros teatrais. Regressando a Portugal, fez uma época no Porto com a Companhia Portulez, com a qual veio para Lisboa, onde representou no Teatro Avenida, salientando-se bastante como tenor de opereta. Voltou ao Brasil e, de regresso a Portugal, esteve duas épocas no Teatro D. Amélia. Em 1915 voltou ao Brasil, ingressando na Companhia de José Loureiro, de que foi sócio e empresário.
Fez ainda várias tournées ao Brasil e às Ilhas, acumulando êxitos junto do público. Para além de ator, foi também empresário e diretor artístico, tendo ação na direção das empresas de que fazia parte a atriz Aura Abranches, com quem casaria a 21 de fevereiro de 1916, na freguesia de Benfica, em Lisboa. Foi pai do ceramista Fernando Abranches Ruas Pinto Grijó, nascido em 1919.
A última vez que esteve em palco foi no Teatro da Trindade, numa peça brasileira, deixando de representar nos últimos anos de vida, para se dedicar exclusivamente à administração de negócios teatrais. Foi um dos sócios fundadores do Teatro Politeama, onde chegou também a representar.
Adoecendo gravemente na sua propriedade em Santa Leocádia, foi aconselhado pelo Dr. Alfredo Pimenta a internar-se no Hospital de Joaquim Urbano, no Porto, para onde foi acompanhado da mulher. Acabou por falecer a 30 de outubro de 1934, aos 58 anos de idade, naquele hospital. Da Igreja do Bonfim saiu no dia seguinte a urna do ator para a Estação de Campanhã, onde ficou depositado numa carruagem transformada em câmara ardente, para ser transportado a Lisboa pelo comboio-correio da noite. Chegando a Lisboa, foi velado pela família, pasando o préstito pelo Teatro Avenida, onde o ator obteve os maiores sucessos da sua carreira. Foi sepultado em jazigo, no Cemitério dos Prazeres.
Sousa Bastos descreveu-o, em 1908, da seguinte forma: "É um artista de verdadeiras aptidões, que em Lisboa ainda não foram devidamente aproveitadas. Tem lugar saliente em qualquer companhia e tem futuro." Já o Diário de Lisboa, dedica-lhe as seguintes palavras, a propósito do seu falecimento: "Pinto Grijó era muito estimado nos meios teatrais pelas suas excelentes qualidades de carácter. Todos conheciam os seus extremos de carinho pela família, que constituía a sua grande preocupação."